# آدم‌برفی (قصه)
آدم‌برفی (دانمارکی: Sneemanden) یکی از قصه‌های پریان نوشتهٔ هانس کریستین آندرسن است که داستان آدم‌برفی‌ای را روایت می‌کند که عاشق یک اجاق (بخاری) می‌شود. این داستان نخستین بار در دوم مارس ۱۸۶۱ در کپنهاگ منتشر شد. جکی ولشلاگر، زندگی‌نامه‌نویس اندرسن، این داستان را مکملی غنایی و تند برای قصه «درخت کاج» اندرسن از سال ۱۸۴۴ توصیف می‌کند.

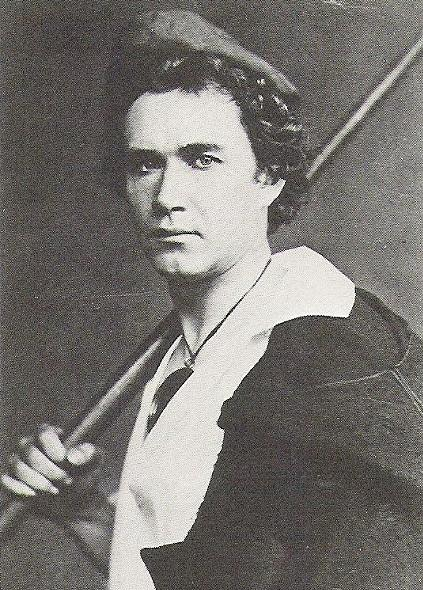
شارف در نقش جنارو در باله بورنویل ناپولی ، 1860

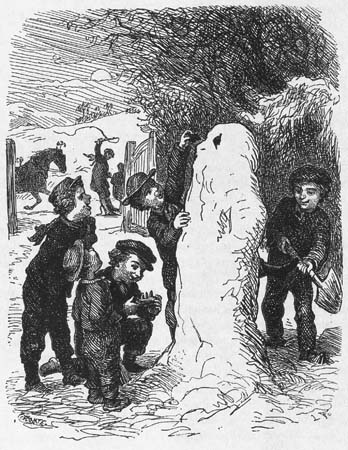
یک تصویر ج. 1870 از "آدم برفی": "او در میان فریادهای پیروزمندانه پسران به دنیا آمده بود و با صدای جیر جیر زنگ های سورتمه و ترکیدن شلاق های سورتمه های عبوری مورد استقبال قرار گرفت." ("آدم برفی". اچ سی اندرسن، ترجمه ژان هرشولت ، 1949)

## داستان
آدم‌برفی در یک روز سرد زمستانی، با تکه‌هایی از کاشی برای چشم و دندانی از یک چنگک ساخته می‌شود. او که تازه ساخته شده و تجربه‌ای از زندگی ندارد، با شگفتی به محیط اطراف نگاه می‌کند. او از سرمای هوا خوشش می‌آید و از گرمای خورشید خوشش نمی‌آید، چون احساس می‌کند خورشید او را تهدید می‌کند.
در همان حیاط، سگ نگهبانی زندگی می‌کند که روزگاری در خانه زندگی می‌کرده و حالا به زنجیر کشیده شده است. سگ با آدم‌برفی صحبت می‌کند و چیزهایی از گذشته‌اش می‌گوید، از جمله زمانی که کنار بخاری می‌خوابیده است. آدم‌برفی وقتی از بخاری می‌شنود، بی‌اختیار مجذوب آن می‌شود. او از جایی که ایستاده است، بخاری را از پنجره زیرزمین می‌بیند؛ بدنه‌ای سیاه و شکمی از جنس برنج که گرما از آن ساطع می‌شود.
آدم‌برفی احساس عجیبی در درون خود پیدا می‌کند که نمی‌تواند آن را درک کند. او می‌خواهد به بخاری نزدیک شود، حتی به قیمت شکستن پنجره. اما سگ هشدار می‌دهد که اگر به بخاری نزدیک شود، آب می‌شود. آدم‌برفی اما نمی‌تواند از فکر بخاری خارج شود. شب‌هنگام، وقتی بخاری می‌درخشد، نور سرخ آن روی صورت سفید آدم‌برفی می‌افتد و قلبش از اشتیاق می‌تپد. اما صبح روز بعد، پنجره از یخ پوشیده شده و دیگر نمی‌تواند بخاری را ببیند.
با گرم شدن هوا، برف‌ها شروع به آب شدن می‌کنند و آدم‌برفی نیز رفته‌رفته کوچک‌تر می‌شود. سرانجام در یک صبح، به‌کلی فرو می‌ریزد. در جایی که ایستاده بود، تنها یک دسته‌چوب باقی می‌ماند. سگ نگهبان با دیدن آن می‌گوید که حالا دلیل اشتیاق او به بخاری را می‌فهمد: درون آدم‌برفی یک خاک‌روب مخصوص بخاری قرار داده شده بود و همین باعث شده بود که میل و اشتیاق شدیدی به بخاری در وجودش باشد.
در پایان، زمستان به پایان می‌رسد و کودکان دیگر به آدم‌برفی فکر نمی‌کنند. پرندگان آواز می‌خوانند و نشانه‌های بهار از راه می‌رسند.

## تحلیل
این داستان، همچون دیگر آثار آندرسن، ترکیبی از تخیل کودکانه و تأملات عمیق انسانی است. عشق ناکام آدم‌برفی به بخاری، تمثیلی از تمنایی سوزان و ناتوانی در رسیدن به آن است؛ تمی که در بسیاری از آثار آندرسن دیده می‌شود. برخی مفسران مانند جکی وولشلگر، این داستان را مکملی غم‌انگیز و شاعرانه برای داستان «درخت کاج» می‌دانند.